# Tears for Fears
 (транскр.  Тирс фор фирс) енглеска је музичка група. Жанровски се сврстава у нови талас, поп рок и синт поп. 
Групу су 1981. године у Бату основали Роланд Орзабал и Курт Смит. Најпродаванији албум групе је Songs from the Big Chair из 1985. године. Ово издање је у години објављивања провело пет недеља на врху листе Билборд 200 и стигло до другог места званичне британске листе албума, а до 2020. је продато у више од десет милиона примерака. Два сингла с тог албума, Shout и Everybody Wants to Rule the World, нашла су се на првом месту листе Билборд хот 100. Албуми The Hurting и The Seeds of Love били су на првом месту листе у Великој Британији. У најпознатије песме овог састава спадају још и Mad World, Sowing the Seeds of Love, Advice for the Young at Heart, Change, Head over Heels и Pale Shelter.
Песма Everybody Wants to Rule the World је на додели награда Брит 1986. проглашена за сингл године. Иста нумера је заузела 319. место на листи 500 најбољих песама свих времена коју је у септембру 2021. објавио часопис Ролинг стоун. Група је истог месеца добила и Награду Ајвор Новело за изванредну колекцију песама.

## Чланови

### Садашњи
- Роланд Орзабал — гитаре, клавијатуре, вокал (1981—данас)
- Курт Смит — бас-гитара, клавијатуре, вокал (1981—1991, 2000—данас)

### Бивши
- Мени Елијас — бубњеви, удараљке (1981—1986)
- Ијан Стенли — клавијатуре, пратећи вокали (1981—1987)

## Дискографија
| - (1983) - (1985) - (1989) - (1993) - (1995) - (2004) - (2022) - (2024) | - (2006) - (2009) - (2021) - (1992) - (1996) - (2001) - (2017) |